# Bee Gees/Auszeichnungen für Musikverkäufe

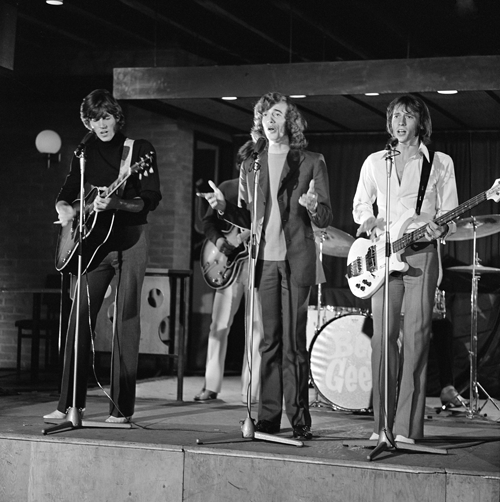
Barry, Robin und Maurice Gibb (1968)

Dies ist eine Übersicht über die Auszeichnungen für Musikverkäufe des britischen Popmusik-Trios Bee Gees. Die Auszeichnungen finden sich nach ihrer Art (Gold, Platin usw.), nach Staaten getrennt in chronologischer Reihenfolge, geordnet sowie nach den Tonträgern selbst, ebenfalls in chronologischer Reihenfolge, getrennt nach Medium (Alben, Singles usw.), wieder.

## Auszeichnungen
| - Frankreich - 1987: für die Single You Win Again - 1998: für die Single Immortality - Vereinigtes Königreich - 1979: für die Single I’ve Gotta Get a Message to You - 1979: für das Album The Bee Gees Bonanza - The Early Days - 1980: für die Single Jive Talkin’ - 1983: für das Album Staying Alive - 1993: für die Single For Whom the Bell Tolls - 1997: für die Single Alone - 2013: für das Album Love Songs - 2013: für das Album Greatest (2007) - 2023: für die Single To Love Somebody - 2024: für die Single Massachusetts (Phyisch) - Australien - 1994: für das Album The Very Best of the Bee Gees - 1997: für das Album One - 2001: für das Album This Is Where I Came In - 2003: für das Videoalbum This Is Where I Came In - Belgien - 1997: für das Album Still Waters - 1997: für die Single Alone - 2002: für das Album Their Greatest Hits – The Record - 2015: für das Album The Ultimate Bee Gees - Brasilien - 1979: für das Album Saturday Night Fever: The Original Movie Sound Track - 2000: für das Album One Night Only - 2024: für die Single Stayin’ Alive - Dänemark - 2023: für die Single How Deep Is Your Love - 2024: für die Single More Than a Woman - 2024: für die Single Night Fever - 2024: für die Single You Win Again - Deutschland - 1978: für das Album Best of Bee Gees - 1978: für das Album 20 Greatest Hits - 1989: für das Album One - 1997: für die Single Alone - 1999: für das Album One Night Only - 2001: für das Album This Is Where I Came In - 2004: für das Videoalbum One Night Only - 2023: für das Album Their Greatest Hits – The Record - Finnland - 1979: für das Album Spirits Having Flown - Frankreich - 1978: für das Album Saturday Night Fever: The Original Movie Sound Track - 1978: für die Single Too Much Heaven - 1978: für die Single How Deep Is Your Love - 1978: für die Single Stayin’ Alive - 1979: für das Album Spirits Having Flown - 1979: für die Single Tragedy - 1983: für das Album Staying Alive - 1989: für das Album One - 1997: für das Album Still Waters - 1999: für das Album One Night Only - 2023: für das Album Timeless: The All-Time Greatest Hits - Griechenland - 2024: für die Single Stayin’ Alive - Hongkong - 1982: für das Album Living Eyes - 1984: für das Album Staying Alive - 1989: für das Album E.S.P - Italien - 2014: für das Album The Ultimate Bee Gees - 2016: für das Album Saturday Night Fever: The Original Movie Sound Track - 2021: für die Single How Deep Is Your Love - 2023: für die Single More Than a Woman - 2023: für die Single Night Fever - Japan - 1996: für das Album The Very Best of the Bee Gees - Kanada - 1975: für die Single Jive Talkin’ - 1976: für die Single Nights on Broadway - 1976: für die Single You Should Be Dancing - 1977: für die Single Love So Right - 1978: für das Album Here at Last … Bee Gees … Live - 1978: für die Single How Deep Is Your Love - 1978: für das Album Bee Gees Gold, Volume One - 1979: für die Single Love You Inside Out - 2001: für das Album This Is Where I Came In - 2004: für das Videoalbum This Is Where I Came in - 2024: für die Single Immortality - Neuseeland - 1979: für die Single Too Much Heaven - 1979: für die Single Tragedy - 1997: für die Single Alone - 2023: für die Single You Win Again - 2023: für die Single To Love Somebody - 2023: für die Single You Should Be Dancing - 2023: für die Single Massachusetts - 2024: für die Single Immortality - Niederlande - 1997: für das Album Still Waters - 1999: für das Album One Night Only - 2002: für das Album Their Greatest Hits – The Record - Norwegen - 2002: für das Album Their Greatest Hits – The Record - Österreich - 1991: für das Album High Civilization - 1991: für das Album The Very Best of the Bee Gees - 1997: für das Album Still Waters - Polen - 1997: für das Album The Very Best of the Bee Gees - 1997: für das Album Still Waters - Schweden - 1998: für das Album One Night Only - 1998: für die Single Immortality - Schweiz - 1989: für das Album One - 1991: für das Album The Very Best of the Bee Gees - 2001: für das Album Their Greatest Hits – The Record - 2001: für das Album This Is Where I Came In - Spanien - 1982: für das Album Living Eyes - 1987: für das Album E.S.P - 2001: für das Album Their Greatest Hits – The Record - 2024: für die Single More Than a Woman - 2024: für die Single Night Fever - Vereinigte Staaten - 1969: für das Album Best of Bee Gees - 1971: für die Single Lonely Days - 1971: für die Single How Can You Mend a Broken Heart? - 1975: für die Single Jive Talkin’ - 1976: für das Album Main Course - 1976: für die Single You Should Be Dancing - 1976: für die Single Love So Right - 1977: für die Single How Deep Is Your Love - 1978: für das Album Bee Gees Gold, Volume One - 1979: für die Single Love You Inside Out - 2005: für das Album Number Ones - 2011: für das Album The Ultimate Bee Gees - 2015: für das Album Greatest (2007) - Vereinigtes Königreich - 1978: für die Single Too Much Heaven - 1978: für das Album Here at Last … Bee Gees … Live - 1979: für die Single Massachusetts (Phyisch) - 1979: für die Single Tragedy - 1987: für die Single You Win Again - 1993: für das Album Size Isn’t Everything - 1997: für das Album Still Waters - 2001: für das Album This Is Where I Came In - 2011: für das Album The Ultimate Bee Gees - 2012: für das Album Mythology - 2013: für das Videoalbum Live by Request - 2024: für die Single You Should Be Dancing - 2025: für die Single Immortality | - Argentinien - 1991: für das Album Bee Gees Greatest - 1996: für das Album The Very Best of the Bee Gees - 1998: für das Album One Night Only - 2005: für das Videoalbum One Night Only - Australien - 1997: für die Single Alone - 2014: für das Album Number Ones - Dänemark - 2001: für das Album Their Greatest Hits – The Record - 2023: für die Single Stayin’ Alive - 2024: für das Album Greatest (2007) - Deutschland - 1989: für die Single You Win Again - 1991: für das Album High Civilization - 1997: für das Album Still Waters - 1998: für die Single Immortality - 2025: für die Single Stayin’ Alive - Europa - 1997: für das Album Still Waters - 2001: für das Album Their Greatest Hits – The Record - Hongkong - 1979: für das Album 20 Greatest Hits - 1979: für das Album Spirits Having Flown - 1979: für das Album Saturday Night Fever: The Original Movie Sound Track - 1980: für das Album Bee Gees Greatest - Irland - 2005: für das Album Number Ones - 2007: für das Album Greatest (2007) - Kanada - 1976: für das Album Children of the World - 1978: für das Album Best of Bee Gees, Volume 2 - 1978: für die Single Stayin’ Alive - 1978: für die Single Night Fever - 1979: für die Single Too Much Heaven - 1979: für die Single Tragedy - 1981: für das Album Living Eyes - 1983: für das Album Staying Alive - 1997: für das Album Still Waters - 2001: für das Album One Night Only - 2004: für das Videoalbum One Night Only - Neuseeland - 1978: für das Album Here at Last … Bee Gees … Live - 1979: für das Album Spirits Having Flown - 1980: für das Album Bee Gees Greatest - 2001: für das Album This Is Where I Came In - 2009: für das Album Greatest (2007) - 2020: für das Album Mythology - 2021: für das Album The Ultimate Bee Gees - 2022: für die Single Night Fever - Niederlande - 1978: für das Album Best of Bee Gees - 1978: für das Album Saturday Night Fever: The Original Movie Sound Track - Norwegen - 1998: für das Album One Night Only - Österreich - 1998: für das Album One Night Only - Portugal - 2006: für das Album Their Greatest Hits – The Record - Schweiz - 1991: für das Album High Civilization - 1997: für das Album Still Waters - 1998: für das Album One Night Only - Spanien - 1980: für das Album Bee Gees Greatest - 2024: für die Single How Deep Is Your Love - Vereinigte Staaten - 1976: für das Album Children of the World - 1977: für das Album Here at Last … Bee Gees … Live - 1978: für die Single Stayin’ Alive - 1978: für die Single Night Fever - 1979: für das Album Spirits Having Flown - 1979: für die Single Too Much Heaven - 1979: für die Single Tragedy - 1983: für das Album Staying Alive - 1998: für das Album Still Waters - 2001: für das Album One Night Only - 2002: für das Album Their Greatest Hits – The Record - Vereinigtes Königreich - 1979: für das Album Spirits Having Flown - 1980: für das Album Bee Gees Greatest - 1988: für das Album E.S.P - 2012: für das Album Number Ones - 2022: für das Album Timeless: The All-Time Greatest Hits - 2023: für die Single How Deep Is Your Love - 2023: für die Single More Than a Woman - 2024: für die Single Night Fever | - Deutschland - 2005: für das Album E.S.P - Australien - 1997: für das Album Still Waters - 2013: für das Album Mythology - Brasilien - 2004: für das Album Their Greatest Hits – The Record - Deutschland - ????: für die Single Massachusetts - 1997: für das Album The Very Best of the Bee Gees - Europa - 2000: für das Album One Night Only - Italien - 2024: für die Single Stayin’ Alive - Japan - 1996: für die Single First of May - Kanada - 1978: für das Album Main Course - 1980: für das Album Bee Gees Greatest - Neuseeland - 2020: für das Album Number Ones - 2024: für die Single How Deep Is Your Love - Niederlande - 1994: für das Album The Very Best of the Bee Gees - Schweiz - 1998: für das Album E.S.P - Spanien - 1992: für das Album The Very Best of the Bee Gees - 2024: für die Single Stayin’ Alive - Vereinigte Staaten - 1996: für das Album Bee Gees Greatest - Vereinigtes Königreich - 2013: für das Videoalbum One Night Only (Eagle Vision) - 2017: für das Videoalbum One Night Only (Umc/Virgin) - Australien - 2003: für das Album Their Greatest Hits – The Record - 2005: für das Videoalbum Live by Request - Deutschland - 1978: für das Album Saturday Night Fever: The Original Movie Sound Track - Neuseeland - 1997: für das Album Still Waters - 2025: für die Single More Than a Woman - Vereinigtes Königreich - 1997: für das Album The Very Best of the Bee Gees - 2001: für das Album One Night Only - 2004: für das Album Their Greatest Hits – The Record - 2025: für die Single Stayin’ Alive - Australien - 1999: für das Album One Night Only - Neuseeland - 1999: für das Album The Very Best of the Bee Gees - 2024: für die Single Stayin’ Alive - Kanada - 1979: für das Album Spirits Having Flown - Vereinigte Staaten - 2007: für das Videoalbum One Night Only - Neuseeland - 2011: für das Videoalbum One Night Only - Vereinigtes Königreich - 2016: für das Album Saturday Night Fever: The Original Movie Sound Track - Neuseeland - 2006: für das Album Their Greatest Hits – The Record - 2012: für das Album One Night Only - Australien - 2012: für das Videoalbum One Night Only - Australien - 1995: für das Album Saturday Night Fever: The Original Movie Sound Track - Vereinigte Staaten - 2017: für das Album Saturday Night Fever: The Original Movie Sound Track - Kanada - 1978: für das Album Saturday Night Fever: The Original Movie Sound Track |

## Auszeichnungen nach Alben

### Best of Bee Gees
| Land/Region               | Auszeichnungen für Musikverkäufe (Land/Region, Auszeichnung, Verkäufe) | Verkäufe |
| ------------------------- | ---------------------------------------------------------------------- | -------- |
| Deutschland (BVMI)        | Gold                                                                   | 250.000  |
| Niederlande (NVPI)        | Platin                                                                 | 100.000  |
| Vereinigte Staaten (RIAA) | Gold                                                                   | 500.000  |
| Insgesamt                 | 2× Gold · 1× Platin ·                                                  | 850.000  |

### Best of Bee Gees, Volume 2
| Land/Region | Auszeichnungen für Musikverkäufe (Land/Region, Auszeichnung, Verkäufe) | Verkäufe |
| ----------- | ---------------------------------------------------------------------- | -------- |
| Kanada (MC) | Platin                                                                 | 100.000  |
| Insgesamt   | 1× Platin ·                                                            | 100.000  |

### Main Course
| Land/Region               | Auszeichnungen für Musikverkäufe (Land/Region, Auszeichnung, Verkäufe) | Verkäufe |
| ------------------------- | ---------------------------------------------------------------------- | -------- |
| Kanada (MC)               | 2× Platin                                                              | 200.000  |
| Vereinigte Staaten (RIAA) | Gold                                                                   | 500.000  |
| Insgesamt                 | 1× Gold · 2× Platin ·                                                  | 700.000  |

### Children of the World
| Land/Region               | Auszeichnungen für Musikverkäufe (Land/Region, Auszeichnung, Verkäufe) | Verkäufe  |
| ------------------------- | ---------------------------------------------------------------------- | --------- |
| Kanada (MC)               | Platin                                                                 | 100.000   |
| Vereinigte Staaten (RIAA) | Platin                                                                 | 1.000.000 |
| Insgesamt                 | 2× Platin ·                                                            | 1.100.000 |

### Here at Last … Bee Gees … Live
| Land/Region                  | Auszeichnungen für Musikverkäufe (Land/Region, Auszeichnung, Verkäufe) | Verkäufe  |
| ---------------------------- | ---------------------------------------------------------------------- | --------- |
| Kanada (MC)                  | Gold                                                                   | 50.000    |
| Neuseeland (RMNZ)            | Platin                                                                 | 10.000    |
| Vereinigte Staaten (RIAA)    | Platin                                                                 | 1.000.000 |
| Vereinigtes Königreich (BPI) | Gold                                                                   | 150.000   |
| Insgesamt                    | 2× Gold · 2× Platin ·                                                  | 1.210.000 |

### Saturday Night Fever: The Original Movie Sound Track
| Land/Region                  | Auszeichnungen für Musikverkäufe (Land/Region, Auszeichnung, Verkäufe) | Verkäufe   |
| ---------------------------- | ---------------------------------------------------------------------- | ---------- |
| Australien (ARIA)            | 11× Platin                                                             | 770.000    |
| Brasilien (PMB)              | Gold                                                                   | 100.000    |
| Deutschland (BVMI)           | 3× Platin                                                              | 1.500.000  |
| Frankreich (SNEP)            | Gold                                                                   | 100.000    |
| Hongkong (IFPI/HKRIA)        | Platin                                                                 | 20.000     |
| Indien (IMI)                 | —                                                                      | 250.000    |
| Italien (FIMI)               | Gold                                                                   | 35.000     |
| Kanada (MC)                  | Diamant                                                                | 1.000.000  |
| Niederlande (NVPI)           | Platin                                                                 | 100.000    |
| Norwegen (IFPI)              | —                                                                      | 180.000    |
| Vereinigte Staaten (RIAA)    | 16× Platin                                                             | 16.000.000 |
| Vereinigtes Königreich (BPI) | 7× Platin                                                              | 2.100.000  |
| Insgesamt                    | 3× Gold · 29× Platin · 2× Diamant ·                                    | 22.145.000 |

### The Bee Gees Bonanza – The Early Days
| Land/Region                  | Auszeichnungen für Musikverkäufe (Land/Region, Auszeichnung, Verkäufe) | Verkäufe |
| ---------------------------- | ---------------------------------------------------------------------- | -------- |
| Vereinigtes Königreich (BPI) | Silber                                                                 | 60.000   |
| Insgesamt                    | 1× Silber ·                                                            | 60.000   |

### 20 Greatest Hits
| Land/Region           | Auszeichnungen für Musikverkäufe (Land/Region, Auszeichnung, Verkäufe) | Verkäufe |
| --------------------- | ---------------------------------------------------------------------- | -------- |
| Deutschland (BVMI)    | Gold                                                                   | 250.000  |
| Hongkong (IFPI/HKRIA) | Platin                                                                 | 20.000   |
| Insgesamt             | 1× Gold · 1× Platin ·                                                  | 270.000  |

### Spirits Having Flown
| Land/Region                  | Auszeichnungen für Musikverkäufe (Land/Region, Auszeichnung, Verkäufe) | Verkäufe  |
| ---------------------------- | ---------------------------------------------------------------------- | --------- |
| Finnland (IFPI)              | Gold                                                                   | 25.000    |
| Frankreich (SNEP)            | Gold                                                                   | 100.000   |
| Hongkong (IFPI/HKRIA)        | Platin                                                                 | 20.000    |
| Kanada (MC)                  | 5× Platin                                                              | 500.000   |
| Neuseeland (RMNZ)            | Platin                                                                 | 10.000    |
| Norwegen (IFPI)              | —                                                                      | 115.000   |
| Vereinigte Staaten (RIAA)    | Platin                                                                 | 1.000.000 |
| Vereinigtes Königreich (BPI) | Platin                                                                 | 300.000   |
| Insgesamt                    | 2× Gold · 9× Platin ·                                                  | 2.070.000 |

### Bee Gees Greatest
| Land/Region                  | Auszeichnungen für Musikverkäufe (Land/Region, Auszeichnung, Verkäufe) | Verkäufe  |
| ---------------------------- | ---------------------------------------------------------------------- | --------- |
| Argentinien (CAPIF)          | Platin                                                                 | 60.000    |
| Hongkong (IFPI/HKRIA)        | Platin                                                                 | 20.000    |
| Kanada (MC)                  | 2× Platin                                                              | 200.000   |
| Neuseeland (RMNZ)            | Platin                                                                 | 10.000    |
| Spanien (Promusicae)         | Platin                                                                 | 100.000   |
| Vereinigte Staaten (RIAA)    | 2× Platin                                                              | 2.000.000 |
| Vereinigtes Königreich (BPI) | Platin                                                                 | 300.000   |
| Insgesamt                    | 9× Platin ·                                                            | 2.690.000 |

### Living Eyes
| Land/Region           | Auszeichnungen für Musikverkäufe (Land/Region, Auszeichnung, Verkäufe) | Verkäufe |
| --------------------- | ---------------------------------------------------------------------- | -------- |
| Hongkong (IFPI/HKRIA) | Gold                                                                   | 20.000   |
| Kanada (MC)           | Platin                                                                 | 100.000  |
| Spanien (Promusicae)  | Gold                                                                   | 50.000   |
| Insgesamt             | 2× Gold · 1× Platin ·                                                  | 170.000  |

### Staying Alive
| Land/Region                  | Auszeichnungen für Musikverkäufe (Land/Region, Auszeichnung, Verkäufe) | Verkäufe  |
| ---------------------------- | ---------------------------------------------------------------------- | --------- |
| Frankreich (SNEP)            | Gold                                                                   | 100.000   |
| Hongkong (IFPI/HKRIA)        | Gold                                                                   | 10.000    |
| Kanada (MC)                  | Platin                                                                 | 100.000   |
| Vereinigte Staaten (RIAA)    | Platin                                                                 | 1.000.000 |
| Vereinigtes Königreich (BPI) | Silber                                                                 | 60.000    |
| Insgesamt                    | 1× Silber · 2× Gold · 2× Platin ·                                      | 1.270.000 |

### E.S.P.
| Land/Region                  | Auszeichnungen für Musikverkäufe (Land/Region, Auszeichnung, Verkäufe) | Verkäufe  |
| ---------------------------- | ---------------------------------------------------------------------- | --------- |
| Deutschland (BVMI)           | 3× Gold                                                                | 750.000   |
| Hongkong (IFPI/HKRIA)        | Gold                                                                   | 10.000    |
| Schweiz (IFPI)               | 2× Platin                                                              | 100.000   |
| Spanien (Promusicae)         | Gold                                                                   | 50.000    |
| Vereinigtes Königreich (BPI) | Platin                                                                 | 300.000   |
| Insgesamt                    | 3× Gold · 4× Platin ·                                                  | 1.220.000 |

### One
| Land/Region        | Auszeichnungen für Musikverkäufe (Land/Region, Auszeichnung, Verkäufe) | Verkäufe |
| ------------------ | ---------------------------------------------------------------------- | -------- |
| Australien (ARIA)  | Gold                                                                   | 35.000   |
| Deutschland (BVMI) | Gold                                                                   | 250.000  |
| Frankreich (SNEP)  | Gold                                                                   | 100.000  |
| Schweiz (IFPI)     | Gold                                                                   | 25.000   |
| Insgesamt          | 4× Gold ·                                                              | 410.000  |

### The Very Best of the Bee Gees
| Land/Region                  | Auszeichnungen für Musikverkäufe (Land/Region, Auszeichnung, Verkäufe) | Verkäufe  |
| ---------------------------- | ---------------------------------------------------------------------- | --------- |
| Argentinien (CAPIF)          | Platin                                                                 | 60.000    |
| Australien (ARIA)            | Gold                                                                   | 35.000    |
| Deutschland (BVMI)           | 2× Platin                                                              | 1.000.000 |
| Japan (RIAJ)                 | Gold                                                                   | 100.000   |
| Neuseeland (RMNZ)            | 4× Platin                                                              | 60.000    |
| Niederlande (NVPI)           | 2× Platin                                                              | 200.000   |
| Österreich (IFPI)            | Gold                                                                   | 25.000    |
| Polen (ZPAV)                 | Gold                                                                   | 50.000    |
| Schweiz (IFPI)               | Gold                                                                   | 25.000    |
| Spanien (Promusicae)         | 2× Platin                                                              | 200.000   |
| Vereinigtes Königreich (BPI) | 3× Platin                                                              | 900.000   |
| Insgesamt                    | 5× Gold · 14× Platin ·                                                 | 2.555.000 |

### High Civilization
| Land/Region        | Auszeichnungen für Musikverkäufe (Land/Region, Auszeichnung, Verkäufe) | Verkäufe |
| ------------------ | ---------------------------------------------------------------------- | -------- |
| Deutschland (BVMI) | Platin                                                                 | 500.000  |
| Österreich (IFPI)  | Gold                                                                   | 25.000   |
| Schweiz (IFPI)     | Platin                                                                 | 50.000   |
| Insgesamt          | 1× Gold · 2× Platin ·                                                  | 575.000  |

### Size Isn’t Everything
| Land/Region                  | Auszeichnungen für Musikverkäufe (Land/Region, Auszeichnung, Verkäufe) | Verkäufe |
| ---------------------------- | ---------------------------------------------------------------------- | -------- |
| Vereinigtes Königreich (BPI) | Gold                                                                   | 100.000  |
| Insgesamt                    | 1× Gold ·                                                              | 100.000  |

### Still Waters
| Land/Region                  | Auszeichnungen für Musikverkäufe (Land/Region, Auszeichnung, Verkäufe) | Verkäufe  |
| ---------------------------- | ---------------------------------------------------------------------- | --------- |
| Australien (ARIA)            | 2× Platin                                                              | 140.000   |
| Belgien (BRMA)               | Gold                                                                   | (25.000)  |
| Deutschland (BVMI)           | Platin                                                                 | (500.000) |
| Europa (IFPI)                | Platin                                                                 | 1.000.000 |
| Frankreich (SNEP)            | Gold                                                                   | (100.000) |
| Kanada (MC)                  | Platin                                                                 | 100.000   |
| Neuseeland (RMNZ)            | 3× Platin                                                              | 45.000    |
| Niederlande (NVPI)           | Gold                                                                   | (50.000)  |
| Österreich (IFPI)            | Gold                                                                   | (25.000)  |
| Polen (ZPAV)                 | Gold                                                                   | (50.000)  |
| Schweiz (IFPI)               | Platin                                                                 | (50.000)  |
| Vereinigte Staaten (RIAA)    | Platin                                                                 | 1.000.000 |
| Vereinigtes Königreich (BPI) | Gold                                                                   | (100.000) |
| Insgesamt                    | 6× Gold · 10× Platin ·                                                 | 2.285.000 |

### One Night Only
| Land/Region                  | Auszeichnungen für Musikverkäufe (Land/Region, Auszeichnung, Verkäufe) | Verkäufe  |
| ---------------------------- | ---------------------------------------------------------------------- | --------- |
| Argentinien (CAPIF)          | Platin                                                                 | 60.000    |
| Australien (ARIA)            | 4× Platin                                                              | 280.000   |
| Brasilien (PMB)              | Gold                                                                   | 100.000   |
| Deutschland (BVMI)           | Gold                                                                   | (250.000) |
| Europa (IFPI)                | 2× Platin                                                              | 2.000.000 |
| Frankreich (SNEP)            | Gold                                                                   | (100.000) |
| Kanada (MC)                  | Platin                                                                 | 100.000   |
| Neuseeland (RMNZ)            | 8× Platin                                                              | 120.000   |
| Niederlande (NVPI)           | Gold                                                                   | (50.000)  |
| Norwegen (IFPI)              | Platin                                                                 | (50.000)  |
| Österreich (IFPI)            | Platin                                                                 | (50.000)  |
| Schweden (IFPI)              | Gold                                                                   | (50.000)  |
| Schweiz (IFPI)               | Platin                                                                 | (50.000)  |
| Vereinigte Staaten (RIAA)    | Platin                                                                 | 1.000.000 |
| Vereinigtes Königreich (BPI) | 3× Platin                                                              | (900.000) |
| Insgesamt                    | 5× Gold · 24× Platin ·                                                 | 3.660.000 |

### This Is Where I Came In
| Land/Region                  | Auszeichnungen für Musikverkäufe (Land/Region, Auszeichnung, Verkäufe) | Verkäufe |
| ---------------------------- | ---------------------------------------------------------------------- | -------- |
| Australien (ARIA)            | Gold                                                                   | 35.000   |
| Deutschland (BVMI)           | Gold                                                                   | 150.000  |
| Kanada (MC)                  | Gold                                                                   | 50.000   |
| Neuseeland (RMNZ)            | Platin                                                                 | 15.000   |
| Schweiz (IFPI)               | Gold                                                                   | 20.000   |
| Südkorea (KMCA)              | —                                                                      | 14.901   |
| Vereinigtes Königreich (BPI) | Gold                                                                   | 100.000  |
| Insgesamt                    | 5× Gold · 1× Platin ·                                                  | 384.901  |

### Their Greatest Hits – The Record
| Land/Region                  | Auszeichnungen für Musikverkäufe (Land/Region, Auszeichnung, Verkäufe) | Verkäufe    |
| ---------------------------- | ---------------------------------------------------------------------- | ----------- |
| Australien (ARIA)            | 3× Platin                                                              | 210.000     |
| Belgien (BRMA)               | Gold                                                                   | 25.000      |
| Brasilien (PMB)              | 2× Platin                                                              | 120.000     |
| Dänemark (IFPI)              | Platin                                                                 | 50.000      |
| Deutschland (BVMI)           | Gold                                                                   | 150.000     |
| Europa (IFPI)                | Platin                                                                 | (1.000.000) |
| Neuseeland (RMNZ)            | 8× Platin                                                              | 120.000     |
| Niederlande (NVPI)           | Gold                                                                   | 40.000      |
| Norwegen (IFPI)              | Gold                                                                   | 25.000      |
| Portugal (AFP)               | Platin                                                                 | 20.000      |
| Schweiz (IFPI)               | Gold                                                                   | 20.000      |
| Spanien (Promusicae)         | Gold                                                                   | 50.000      |
| Vereinigte Staaten (RIAA)    | Platin                                                                 | 1.000.000   |
| Vereinigtes Königreich (BPI) | 3× Platin                                                              | 900.000     |
| Insgesamt                    | 6× Gold · 20× Platin ·                                                 | 2.730.000   |

### Number Ones
| Land/Region                  | Auszeichnungen für Musikverkäufe (Land/Region, Auszeichnung, Verkäufe) | Verkäufe |
| ---------------------------- | ---------------------------------------------------------------------- | -------- |
| Australien (ARIA)            | Platin                                                                 | 70.000   |
| Irland (IRMA)                | Platin                                                                 | 15.000   |
| Neuseeland (RMNZ)            | 2× Platin                                                              | 30.000   |
| Vereinigte Staaten (RIAA)    | Gold                                                                   | 500.000  |
| Vereinigtes Königreich (BPI) | Platin                                                                 | 300.000  |
| Insgesamt                    | 1× Gold · 5× Platin ·                                                  | 915.000  |

### Love Songs
| Land/Region                  | Auszeichnungen für Musikverkäufe (Land/Region, Auszeichnung, Verkäufe) | Verkäufe |
| ---------------------------- | ---------------------------------------------------------------------- | -------- |
| Vereinigtes Königreich (BPI) | Silber                                                                 | 60.000   |
| Insgesamt                    | 1× Silber ·                                                            | 60.000   |

### Greatest (2007)
| Land/Region                  | Auszeichnungen für Musikverkäufe (Land/Region, Auszeichnung, Verkäufe) | Verkäufe |
| ---------------------------- | ---------------------------------------------------------------------- | -------- |
| Dänemark (IFPI)              | Platin                                                                 | 20.000   |
| Irland (IRMA)                | Platin                                                                 | 15.000   |
| Neuseeland (RMNZ)            | Platin                                                                 | 15.000   |
| Vereinigte Staaten (RIAA)    | Gold                                                                   | 500.000  |
| Vereinigtes Königreich (BPI) | Silber                                                                 | 60.000   |
| Insgesamt                    | 1× Silber · 1× Gold · 3× Platin ·                                      | 610.000  |

### The Ultimate Bee Gees
| Land/Region                  | Auszeichnungen für Musikverkäufe (Land/Region, Auszeichnung, Verkäufe) | Verkäufe |
| ---------------------------- | ---------------------------------------------------------------------- | -------- |
| Belgien (BRMA)               | Gold                                                                   | 15.000   |
| Italien (FIMI)               | Gold                                                                   | 25.000   |
| Neuseeland (RMNZ)            | Platin                                                                 | 15.000   |
| Vereinigte Staaten (RIAA)    | Gold                                                                   | 500.000  |
| Vereinigtes Königreich (BPI) | Gold                                                                   | 100.000  |
| Insgesamt                    | 4× Gold · 1× Platin ·                                                  | 655.000  |

### Mythology
| Land/Region                  | Auszeichnungen für Musikverkäufe (Land/Region, Auszeichnung, Verkäufe) | Verkäufe |
| ---------------------------- | ---------------------------------------------------------------------- | -------- |
| Australien (ARIA)            | 2× Platin                                                              | 140.000  |
| Neuseeland (RMNZ)            | Platin                                                                 | 15.000   |
| Vereinigtes Königreich (BPI) | Gold                                                                   | 100.000  |
| Insgesamt                    | 1× Gold · 3× Platin ·                                                  | 255.000  |

### Timeless: The All-Time Greatest Hits
| Land/Region                  | Auszeichnungen für Musikverkäufe (Land/Region, Auszeichnung, Verkäufe) | Verkäufe |
| ---------------------------- | ---------------------------------------------------------------------- | -------- |
| Frankreich (SNEP)            | Gold                                                                   | 50.000   |
| Vereinigtes Königreich (BPI) | Platin                                                                 | 300.000  |
| Insgesamt                    | 1× Gold · 1× Platin ·                                                  | 350.000  |

## Auszeichnungen nach Singles

### New York Mining Disaster 1941
| Land/Region               | Auszeichnungen für Musikverkäufe (Land/Region, Auszeichnung, Verkäufe) | Verkäufe |
| ------------------------- | ---------------------------------------------------------------------- | -------- |
| Vereinigte Staaten (RIAA) | —                                                                      | 500.000  |
| Insgesamt                 | —                                                                      | 500.000  |

### To Love Somebody
| Land/Region                  | Auszeichnungen für Musikverkäufe (Land/Region, Auszeichnung, Verkäufe) | Verkäufe |
| ---------------------------- | ---------------------------------------------------------------------- | -------- |
| Neuseeland (RMNZ)            | Gold                                                                   | 15.000   |
| Vereinigtes Königreich (BPI) | Silber                                                                 | 200.000  |
| Insgesamt                    | 1× Silber · 1× Gold ·                                                  | 215.000  |

### Massachusetts
| Land/Region                  | Auszeichnungen für Musikverkäufe (Land/Region, Auszeichnung, Verkäufe) | Verkäufe  |
| ---------------------------- | ---------------------------------------------------------------------- | --------- |
| Deutschland (BVMI)           | 2× Platin                                                              | 2.000.000 |
| Japan (RIAJ)                 | —                                                                      | 500.000   |
| Neuseeland (RMNZ)            | Gold                                                                   | 15.000    |
| Vereinigtes Königreich (BPI) | Gold (Physisch) · + Silber (Digital)                                   | 1.000.000 |
| Insgesamt                    | 1× Silber · 2× Gold · 2× Platin ·                                      | 3.515.000 |

### World
| Land/Region                  | Auszeichnungen für Musikverkäufe (Land/Region, Auszeichnung, Verkäufe) | Verkäufe |
| ---------------------------- | ---------------------------------------------------------------------- | -------- |
| Vereinigtes Königreich (BPI) | —                                                                      | 250.000  |
| Insgesamt                    | —                                                                      | 250.000  |

### I’ve Gotta Get a Message to You
| Land/Region                  | Auszeichnungen für Musikverkäufe (Land/Region, Auszeichnung, Verkäufe) | Verkäufe |
| ---------------------------- | ---------------------------------------------------------------------- | -------- |
| Vereinigtes Königreich (BPI) | Silber                                                                 | 250.000  |
| Insgesamt                    | 1× Silber ·                                                            | 250.000  |

### First of May
| Land/Region  | Auszeichnungen für Musikverkäufe (Land/Region, Auszeichnung, Verkäufe) | Verkäufe |
| ------------ | ---------------------------------------------------------------------- | -------- |
| Japan (RIAJ) | 2× Platin                                                              | 200.000  |
| Insgesamt    | 2× Platin ·                                                            | 200.000  |

### Lonely Days
| Land/Region               | Auszeichnungen für Musikverkäufe (Land/Region, Auszeichnung, Verkäufe) | Verkäufe  |
| ------------------------- | ---------------------------------------------------------------------- | --------- |
| Vereinigte Staaten (RIAA) | Gold                                                                   | 1.000.000 |
| Insgesamt                 | 1× Gold ·                                                              | 1.000.000 |

### How Can You Mend a Broken Heart?
| Land/Region               | Auszeichnungen für Musikverkäufe (Land/Region, Auszeichnung, Verkäufe) | Verkäufe  |
| ------------------------- | ---------------------------------------------------------------------- | --------- |
| Vereinigte Staaten (RIAA) | Gold                                                                   | 1.000.000 |
| Insgesamt                 | 1× Gold ·                                                              | 1.000.000 |

### Jive Talkin’
| Land/Region                  | Auszeichnungen für Musikverkäufe (Land/Region, Auszeichnung, Verkäufe) | Verkäufe  |
| ---------------------------- | ---------------------------------------------------------------------- | --------- |
| Kanada (MC)                  | Gold                                                                   | 75.000    |
| Vereinigte Staaten (RIAA)    | Gold                                                                   | 1.000.000 |
| Vereinigtes Königreich (BPI) | Silber                                                                 | 250.000   |
| Insgesamt                    | 1× Silber · 2× Gold ·                                                  | 1.325.000 |

### Nights on Broadway
| Land/Region | Auszeichnungen für Musikverkäufe (Land/Region, Auszeichnung, Verkäufe) | Verkäufe |
| ----------- | ---------------------------------------------------------------------- | -------- |
| Kanada (MC) | Gold                                                                   | 75.000   |
| Insgesamt   | 1× Gold ·                                                              | 75.000   |

### You Should Be Dancing
| Land/Region                  | Auszeichnungen für Musikverkäufe (Land/Region, Auszeichnung, Verkäufe) | Verkäufe  |
| ---------------------------- | ---------------------------------------------------------------------- | --------- |
| Kanada (MC)                  | Gold                                                                   | 75.000    |
| Neuseeland (RMNZ)            | Gold                                                                   | 15.000    |
| Vereinigte Staaten (RIAA)    | Gold                                                                   | 1.000.000 |
| Vereinigtes Königreich (BPI) | Gold                                                                   | 400.000   |
| Insgesamt                    | 4× Gold ·                                                              | 1.440.000 |

### Love So Right
| Land/Region               | Auszeichnungen für Musikverkäufe (Land/Region, Auszeichnung, Verkäufe) | Verkäufe  |
| ------------------------- | ---------------------------------------------------------------------- | --------- |
| Kanada (MC)               | Gold                                                                   | 75.000    |
| Vereinigte Staaten (RIAA) | Gold                                                                   | 1.000.000 |
| Insgesamt                 | 2× Gold ·                                                              | 1.075.000 |

### How Deep Is Your Love
| Land/Region                  | Auszeichnungen für Musikverkäufe (Land/Region, Auszeichnung, Verkäufe) | Verkäufe  |
| ---------------------------- | ---------------------------------------------------------------------- | --------- |
| Dänemark (IFPI)              | Gold                                                                   | 45.000    |
| Frankreich (SNEP)            | Gold                                                                   | 500.000   |
| Italien (FIMI)               | Gold                                                                   | 35.000    |
| Neuseeland (RMNZ)            | 2× Platin                                                              | 60.000    |
| Spanien (Promusicae)         | Platin                                                                 | 60.000    |
| Vereinigte Staaten (RIAA)    | Gold                                                                   | 1.000.000 |
| Vereinigtes Königreich (BPI) | Platin                                                                 | 600.000   |
| Insgesamt                    | 5× Gold · 4× Platin ·                                                  | 2.300.000 |

### Stayin’ Alive
| Land/Region                  | Auszeichnungen für Musikverkäufe (Land/Region, Auszeichnung, Verkäufe) | Verkäufe  |
| ---------------------------- | ---------------------------------------------------------------------- | --------- |
| Brasilien (PMB)              | Gold                                                                   | 30.000    |
| Dänemark (IFPI)              | Platin                                                                 | 90.000    |
| Deutschland (BVMI)           | Platin                                                                 | 600.000   |
| Frankreich (SNEP)            | Gold                                                                   | 500.000   |
| Griechenland (IFPI)          | Gold                                                                   | 10.000    |
| Italien (FIMI)               | 2× Platin                                                              | 200.000   |
| Kanada (MC)                  | Platin                                                                 | 100.000   |
| Neuseeland (RMNZ)            | 4× Platin                                                              | 120.000   |
| Spanien (Promusicae)         | 2× Platin                                                              | 120.000   |
| Vereinigte Staaten (RIAA)    | Platin                                                                 | 2.000.000 |
| Vereinigtes Königreich (BPI) | 3× Platin                                                              | 1.800.000 |
| Insgesamt                    | 3× Gold · 15× Platin ·                                                 | 5.620.000 |

### Night Fever
| Land/Region                  | Auszeichnungen für Musikverkäufe (Land/Region, Auszeichnung, Verkäufe) | Verkäufe  |
| ---------------------------- | ---------------------------------------------------------------------- | --------- |
| Dänemark (IFPI)              | Gold                                                                   | 45.000    |
| Italien (FIMI)               | Gold                                                                   | 50.000    |
| Kanada (MC)                  | Platin                                                                 | 150.000   |
| Neuseeland (RMNZ)            | Platin                                                                 | 30.000    |
| Spanien (Promusicae)         | Gold                                                                   | 30.000    |
| Vereinigte Staaten (RIAA)    | Platin                                                                 | 2.000.000 |
| Vereinigtes Königreich (BPI) | Platin                                                                 | 600.000   |
| Insgesamt                    | 3× Gold · 4× Platin ·                                                  | 2.905.000 |

### Too Much Heaven
| Land/Region                  | Auszeichnungen für Musikverkäufe (Land/Region, Auszeichnung, Verkäufe) | Verkäufe  |
| ---------------------------- | ---------------------------------------------------------------------- | --------- |
| Frankreich (SNEP)            | Gold                                                                   | 500.000   |
| Kanada (MC)                  | Platin                                                                 | 150.000   |
| Neuseeland (RMNZ)            | Gold                                                                   | 5.000     |
| Vereinigte Staaten (RIAA)    | Platin                                                                 | 2.000.000 |
| Vereinigtes Königreich (BPI) | Gold                                                                   | 500.000   |
| Insgesamt                    | 3× Gold · 2× Platin ·                                                  | 3.155.000 |

### More Than a Woman
| Land/Region                  | Auszeichnungen für Musikverkäufe (Land/Region, Auszeichnung, Verkäufe) | Verkäufe |
| ---------------------------- | ---------------------------------------------------------------------- | -------- |
| Dänemark (IFPI)              | Gold                                                                   | 45.000   |
| Italien (FIMI)               | Gold                                                                   | 50.000   |
| Neuseeland (RMNZ)            | 3× Platin                                                              | 90.000   |
| Spanien (Promusicae)         | Gold                                                                   | 30.000   |
| Vereinigtes Königreich (BPI) | Platin                                                                 | 600.000  |
| Insgesamt                    | 3× Gold · 4× Platin ·                                                  | 815.000  |

### Tragedy
| Land/Region                  | Auszeichnungen für Musikverkäufe (Land/Region, Auszeichnung, Verkäufe) | Verkäufe  |
| ---------------------------- | ---------------------------------------------------------------------- | --------- |
| Frankreich (SNEP)            | Gold                                                                   | 500.000   |
| Kanada (MC)                  | Platin                                                                 | 150.000   |
| Neuseeland (RMNZ)            | Gold                                                                   | 5.000     |
| Vereinigte Staaten (RIAA)    | Platin                                                                 | 2.000.000 |
| Vereinigtes Königreich (BPI) | Gold                                                                   | 500.000   |
| Insgesamt                    | 3× Gold · 2× Platin ·                                                  | 3.155.000 |

### Love You Inside Out
| Land/Region               | Auszeichnungen für Musikverkäufe (Land/Region, Auszeichnung, Verkäufe) | Verkäufe  |
| ------------------------- | ---------------------------------------------------------------------- | --------- |
| Kanada (MC)               | Gold                                                                   | 75.000    |
| Vereinigte Staaten (RIAA) | Gold                                                                   | 1.000.000 |
| Insgesamt                 | 2× Gold ·                                                              | 1.075.000 |

### You Win Again
| Land/Region                  | Auszeichnungen für Musikverkäufe (Land/Region, Auszeichnung, Verkäufe) | Verkäufe  |
| ---------------------------- | ---------------------------------------------------------------------- | --------- |
| Dänemark (IFPI)              | Gold                                                                   | 45.000    |
| Deutschland (BVMI)           | Platin                                                                 | 500.000   |
| Frankreich (SNEP)            | Silber                                                                 | 250.000   |
| Neuseeland (RMNZ)            | Gold                                                                   | 15.000    |
| Vereinigtes Königreich (BPI) | Gold                                                                   | 500.000   |
| Insgesamt                    | 1× Silber · 3× Gold · 1× Platin ·                                      | 1.310.000 |

### For Whom the Bell Tolls
| Land/Region                  | Auszeichnungen für Musikverkäufe (Land/Region, Auszeichnung, Verkäufe) | Verkäufe |
| ---------------------------- | ---------------------------------------------------------------------- | -------- |
| Vereinigtes Königreich (BPI) | Silber                                                                 | 200.000  |
| Insgesamt                    | 1× Silber ·                                                            | 200.000  |

### Alone
| Land/Region                  | Auszeichnungen für Musikverkäufe (Land/Region, Auszeichnung, Verkäufe) | Verkäufe |
| ---------------------------- | ---------------------------------------------------------------------- | -------- |
| Australien (ARIA)            | Platin                                                                 | 70.000   |
| Belgien (BRMA)               | Gold                                                                   | 25.000   |
| Deutschland (BVMI)           | Gold                                                                   | 250.000  |
| Neuseeland (RMNZ)            | Gold                                                                   | 5.000    |
| Vereinigtes Königreich (BPI) | Silber                                                                 | 200.000  |
| Insgesamt                    | 1× Silber · 3× Gold · 1× Platin ·                                      | 550.000  |

### Immortality
| Land/Region                  | Auszeichnungen für Musikverkäufe (Land/Region, Auszeichnung, Verkäufe) | Verkäufe  |
| ---------------------------- | ---------------------------------------------------------------------- | --------- |
| Deutschland (BVMI)           | Platin                                                                 | 500.000   |
| Frankreich (SNEP)            | Silber                                                                 | 125.000   |
| Kanada (MC)                  | Gold                                                                   | 40.000    |
| Neuseeland (RMNZ)            | Gold                                                                   | 15.000    |
| Schweden (IFPI)              | Gold                                                                   | 15.000    |
| Vereinigtes Königreich (BPI) | Gold                                                                   | 400.000   |
| Insgesamt                    | 1× Silber · 4× Gold · 1× Platin ·                                      | 1.095.000 |

## Auszeichnungen nach Videoalben

### This Is Where I Came In
| Land/Region       | Auszeichnungen für Musikverkäufe (Land/Region, Auszeichnung, Verkäufe) | Verkäufe |
| ----------------- | ---------------------------------------------------------------------- | -------- |
| Australien (ARIA) | Gold                                                                   | 7.500    |
| Kanada (MC)       | Gold                                                                   | 5.000    |
| Insgesamt         | 2× Gold ·                                                              | 12.500   |

### One Night Only
| Land/Region                  | Auszeichnungen für Musikverkäufe (Land/Region, Auszeichnung, Verkäufe) | Verkäufe |
| ---------------------------- | ---------------------------------------------------------------------- | -------- |
| Argentinien (CAPIF)          | Platin                                                                 | 8.000    |
| Australien (ARIA)            | 10× Platin                                                             | 150.000  |
| Deutschland (BVMI)           | Gold                                                                   | 25.000   |
| Kanada (MC)                  | Platin                                                                 | 10.000   |
| Neuseeland (RMNZ)            | 6× Platin                                                              | 30.000   |
| Vereinigte Staaten (RIAA)    | 5× Platin                                                              | 500.000  |
| Vereinigtes Königreich (BPI) | 2× Platin (Eagle Vision) · + 2× Platin (Umc/Virgin)                    | 200.000  |
| Insgesamt                    | 1× Gold · 27× Platin ·                                                 | 923.000  |

### Live by Request
| Land/Region                  | Auszeichnungen für Musikverkäufe (Land/Region, Auszeichnung, Verkäufe) | Verkäufe |
| ---------------------------- | ---------------------------------------------------------------------- | -------- |
| Australien (ARIA)            | 3× Platin                                                              | 45.000   |
| Vereinigtes Königreich (BPI) | Gold                                                                   | 25.000   |
| Insgesamt                    | 1× Gold · 3× Platin ·                                                  | 70.000   |

## Statistik und Quellen
| Land/RegionAuszeichnungen für Musikverkäufe (Land/Region, Auszeichnungen, Verkäufe, Quellen) | Silber       | Gold         | Platin         | Diamant     | Verkäufe    | Quellen                                                                               |
| -------------------------------------------------------------------------------------------- | ------------ | ------------ | -------------- | ----------- | ----------- | ------------------------------------------------------------------------------------- |
| Argentinien (CAPIF)                                                                          | —            | —            | 4× Platin4     | —           | 188.000     | capif.org.ar (Memento vom 31. Mai 2011 im Internet Archive)                           |
| Australien (ARIA)                                                                            | —            | 4× Gold4     | 37× Platin37   | —           | 1.987.500   | aria.com.au                                                                           |
| Belgien (BRMA)                                                                               | —            | 4× Gold4     | —              | —           | 90.000      | ultratop.be                                                                           |
| Brasilien (PMB)                                                                              | —            | 3× Gold3     | 2× Platin2     | —           | 350.000     | pro-musicabr.org.br                                                                   |
| Dänemark (IFPI)                                                                              | —            | 4× Gold4     | 3× Platin3     | —           | 340.000     | ifpi.dk                                                                               |
| Deutschland (BVMI)                                                                           | —            | 9× Gold9     | 13× Platin13   | —           | 9.425.000   | musikindustrie.de                                                                     |
| Europa (IFPI)                                                                                | —            | —            | 4× Platin4     | —           | (4.000.000) | ifpi.org (Memento vom 1. Januar 2014 im Internet Archive)                             |
| Finnland (IFPI)                                                                              | —            | Gold1        | —              | —           | 25.000      | ifpi.fi                                                                               |
| Frankreich (SNEP)                                                                            | 2× Silber2   | 11× Gold11   | —              | —           | 3.025.000   | infodisc.fr snepmusique.com                                                           |
| Griechenland (IFPI)                                                                          | —            | Gold1        | —              | —           | 10.000      | Einzelnachweise                                                                       |
| Hongkong (IFPI/HKRIA)                                                                        | —            | 3× Gold3     | 4× Platin4     | —           | 120.000     | ifpihk.org                                                                            |
| Indien (IMI)                                                                                 | —            | —            | —              | —           | 250.000     | Einzelnachweise                                                                       |
| Irland (IRMA)                                                                                | —            | —            | 2× Platin2     | —           | 30.000      | irishcharts.ie                                                                        |
| Italien (FIMI)                                                                               | —            | 5× Gold5     | 2× Platin2     | —           | 385.000     | fimi.it                                                                               |
| Japan (RIAJ)                                                                                 | —            | Gold1        | 2× Platin2     | —           | 800.000     | riaj.or.jp                                                                            |
| Kanada (MC)                                                                                  | —            | 11× Gold11   | 20× Platin20   | Diamant1    | 3.480.000   | musiccanada.com                                                                       |
| Neuseeland (RMNZ)                                                                            | —            | 8× Gold8     | 48× Platin48   | —           | 870.000     | aotearoamusiccharts.co.nz NZ2 (Memento vom 24. Juli 2011 im Internet Archive) NZ3 NZ4 |
| Niederlande (NVPI)                                                                           | —            | 3× Gold3     | 4× Platin4     | —           | 540.000     | nvpi.nl                                                                               |
| Norwegen (IFPI)                                                                              | —            | Gold1        | Platin1        | —           | 370.000     | ifpi.no (Memento vom 5. November 2012 im Internet Archive)                            |
| Österreich (IFPI)                                                                            | —            | 4× Gold4     | Platin1        | —           | 125.000     | ifpi.at                                                                               |
| Polen (ZPAV)                                                                                 | —            | 2× Gold2     | —              | —           | 100.000     | olis.pl                                                                               |
| Portugal (AFP)                                                                               | —            | —            | Platin1        | —           | 20.000      | Einzelnachweise                                                                       |
| Schweden (IFPI)                                                                              | —            | 2× Gold2     | —              | —           | 65.000      | sverigetopplistan.se                                                                  |
| Schweiz (IFPI)                                                                               | —            | 4× Gold4     | 5× Platin5     | —           | 340.000     | hitparade.ch                                                                          |
| Spanien (Promusicae)                                                                         | —            | 5× Gold5     | 6× Platin6     | —           | 690.000     | elportaldemusica.es ES2                                                               |
| Südkorea (KMCA)                                                                              | —            | —            | —              | —           | 14.901      | Einzelnachweise                                                                       |
| Vereinigte Staaten (RIAA)                                                                    | —            | 13× Gold13   | 24× Platin24   | Diamant1    | 42.500.000  | riaa.com                                                                              |
| Vereinigtes Königreich (BPI)                                                                 | 9× Silber9   | 14× Gold14   | 30× Platin30   | —           | 15.715.000  | bpi.co.uk                                                                             |
| Insgesamt                                                                                    | 11× Silber11 | 112× Gold112 | 214× Platin214 | 2× Diamant2 |             |                                                                                       |